# قسم ييلاق الريفي (مقاطعة بوئين و مياندشت)
قسم ییلاق الريفي (بالفارسية: دهستان ییلاق) هي منطقة سكنية تقع في إيران في مقاطعة بوئين و مياندشت. يقدر عدد سكانها بـ 4,012 نسمة .